# Ричланд (Мисури)
Ричланд (енгл. Richland) град је у америчкој савезној држави Мисури.

## Демографија
По попису из 2010. године број становника је 1.863, што је 58 (3,2%) становника више него 2000. године.
| Група             | 2000.         | 2010.         |
| Белци             | 1.720 (95,3%) | 1.714 (92,0%) |
| Афроамериканци    | 3 (0,2%)      | 21 (1,1%)     |
| Азијати           | 8 (0,4%)      | 9 (0,5%)      |
| Хиспаноамериканци | 28 (1,6%)     | 52 (2,8%)     |
| Укупно            | 1.805         | 1.863         |